# Палатник Лев Самійлович
Ле́в Самі́йлович Пала́тник (* 26 квітня 1909, Полтава — † 4 червня 1994, Харків) — український фізик, доктор фізико-математичних наук — 1952, професор, заслужений діяч науки і техніки України — 1992.

## Життєпис
В 1926 році закінчив Полтавську індустріально-технічну школу — робітник 6-го розряду по дорожному будівництву. Намагався стати піаністом та диригентом, пройшов прослуховування в Київській консерваторії, але тяга до науки перемогла.
Під час навчання в Харкові був виключений у ході чистки (його батьки в часі НЕПу тримали магазинчик). На Донбасі працював чорноробочим, техніком на будівництві шахт.
1935 року закінчив Харківський державний університет — фізико-хімічний факультет.
Ще в часі навчання — 1934 року — очолив рентгенівську лабораторію Харківського електромеханічного заводу — під керівництвом Б. Я. Пінеса.
1938 року захистив кандидатську дисертацію.
Під час нацистсько-радянської війни евакуювався з заводом, стає керівником ЦЗЛ ХЕМЗ — в Прокоп'євську Кемеровської області, 1944 повернувся з евакуації, очолював до переводу у 1947 році до Харківського державного університету.
1952 року захистив докторську дисертацію.
Працював в Харківському політехнічному інституті з 1954 по 1994 рік, з 1953 по 1961 очолював кафедру металофізики.
1955 року заснував новий напрямок — фізики плівок та фізичного матеріалознавства.
В 1950-х роках організував перший в УРСР студентський науковий семінар.
З 1961 по 1988 рік завідував кафедрою металофізики Харківського політехнічного інституту.
1963 року заснував лабораторію мікроплівкової електроніки.
За цикл робіт «Розмірні ефекти в малих частках твердого тіла» вдостоєний Державної премії УРСР 1986 року.
Керував дослідженнями в царині фізики тонких плівок та плівкового матералознавства. Ці дослідження склали базу для нової наукової школи.
Книга Палатника, написана в співавторстві з Ландау — «Фазові перетворення в багатокомпонентних системах» була перевидана в США.
Опублікував з співробітниками понад 700 статей, 500 наукових робіт та 90 винаходів, 15 монографій, 2 підручників.
Є одним із засновників напряму космічного матеріалознавства.
Був ініціатором створення та організатором фізико-технічного факультету Харківського політехнічного інституту.
Сприяв тому, що його вихованці проходили стажування у Великій Британії, Німеччині, США, Франції, Японії та інших країнах. Він та підготовані ним науковці досліджують такі питання фізики, як
- наукові основи отримання плівкових та композиційних матеріалів для мікроелектроніки, рентгенівської оптики, приладо- та машинобудування,
- геліоелектрика,
- пошуки шляхів підвищення радіаційної стійкості та виробничого ресурсу конструкційних матеріалів,
- методи прогнозування поведінки конструкційних матеріалів в умовах багатофакторного впливу та створення засобів їх захисту,
- Високотемпературна надпровідність,
- Магнітно-імпульсна обробка металів,
- Кріофізика,
- структура та властивості надтвердих матеріалів,
- Фізика аморфних сплавів.

Один з винаходів — «Властивість хімічної інертності домішок металів у напівпровідниках зі стехіометричними вакансіями», 1981.
Як педагог підготував 20 докторів та 90 кандидатів наук.
Дані про нього включені до довідника «5000 видатних особистостей світу».
23 квітня 1999 року на будинку ректорського корпусу Харківського політехнічного університету встановлена пам'ятна дошка (скульптор С. А. Гурбанов).